# Gustav Senn (Geigenbauer)
Gustav Senn (* 15. Mai 1888 in Liestal; † 23. März 1971 in Basel) war ein Schweizer Geigenbauer.

## Leben und Wirken
Gustav Senn war von 1905 bis 1909 Schüler von August Meinel in Liestal, wo er seinen Lehrabschluss mit Höchstnote und Auszeichnung bestand. Anschliessend arbeitete er bis 1913 bei August Meinel weiter. Von 1913 bis 1914 arbeitete er als Geselle bei Eugen Sprenger in Frankfurt am Main. Bereits 1914, beim Ausbruch des Ersten Weltkrieges, kehrte er in die Schweiz zurück, wo er in St. Gallen Anstellung in der Streichinstrumentenabteilung des Musikinstrumentenbauers Alfred Seeger fand. Ab 1915 arbeitete er bei Paul Meinel in Basel und wurde später dessen Nachfolger. Ab 1929 machte er sich selbständig. Damals befand sich das Geschäft am Kohlenberg 11. Gustavs Sohn Paul Senn übernahm den Betrieb, der dann in dritter Generation 1980 von dessen Sohn Andreas Senn übernommen wurde. Gustav Senn starb am 23. März 1971 in Basel.
Gustav Senn war nicht nur ein ausgezeichneter Reparateur, sondern widmete sich besonders auch dem Neubau. Seine Instrumente baute er nach dem Modell von Stradivari und Guarneri. Mindestens eine Geige hat er 1949 nach dem Modell von Giovanni Paolo Maggini gebaut. Seine Instrumente werden wegen ihrer Qualität von vielen Solisten und Berufsmusikern gespielt.